# Диас-Баларт, Мирта
Ми́рта Франси́ска де ла Карида́д Ди́ас-Бала́рт-и-Гутье́ррес (исп. Mirta Francisca de la Caridad Díaz-Balart y Gutiérrez; 30 сентября 1928 — 6 июля 2024) — первая и единственная законная жена Фиделя Кастро.

## Биография
Родилась в семье кубинского политика Рафаэля Хосе Диас-Баларта, мэра города Банес, и его супруги Америки Гутьеррес. Во время учёбы в Гаванском университете, где девушка изучала философию и литературу, она познакомилась с Фиделем Кастро и вскоре вышла за него замуж. 11 октября 1948 года состоялась их свадьба.
После бегства Кастро с Кубы в 1955 году Мирта развелась с ним и оставила себе сына Фиделя. После неудачной попытки Фиделя Кастро вернуть себе ребёнка она вышла замуж за Эмиля Нуньеса Бланко — сына кубинского представителя в ООН Эмилио Нуньеса Портуондо — и бежала во франкистскую Испанию, где обосновалась в 1959 году.
Помимо сына Фиделя она имела ещё двух дочерей от второго супруга, а также несколько внуков. Кроме того, племянники Мирты — Линкольн и Марио Диас-Баларты — являются видными американскими политиками антикоммунистической направленности.
Умерла 6 июля 2024 года в возрасте 95 лет.